# Lynxosa veseyensis
Espèce
Synonymes
- Hogna veseyensis Sherwood, Henrard, Logunov & Fowler, 2023

Lynxosa veseyensis est une espèce d'araignées aranéomorphes de la famille des Lycosidae.

## Distribution
Cette espèce est endémique de l'île de Sainte-Hélène.

## Description
Le mâle holotype mesure 9,00 mm et la femelle paratype 14,25 mm.

## Systématique et taxinomie
Cette espèce a été décrite sous le protonyme Hogna veseyensis par Sherwood, Henrard, Logunov et Fowler en 2023. Elle est placée dans le genre Lynxosa par Sherwood et al. en 2024.

## Étymologie
Son nom d'espèce, composé de vesey et du suffixe latin -ensis, « qui vit dans, qui habite », lui a été donné en référence au lieu de sa découverte, le mont Vesey.

## Publication originale
- Sherwood, Henrard, Logunov & Fowler, 2023 : « Saint Helenian wolf spiders, with description of two new genera and three new species (Araneae: Lycosidae). » Arachnology, vol. 19, no 5, p. 816-851.